# Stedingerská křížová výprava
Stedingerská křížová výprava byla vojenská intervence svolaná papežem Řehořem IX. proti selskému povstání ve Stedingenu v povodí Vezery. Proti byly vyslány celkem dvě samostatná tažení. Prvního roku 1233 se zúčastnilo menší křižácké vojsko, ale po několika drobných úspěších bylo sedláky poraženo. Až druhý pokus (1234) vyšel díky početnějšímu vojsku a revoltu úspěšně potlačil.

## Historie
Stedingerští byli svobodní sedláci a poddaní brémského arcibiskupa. Revoltu vyvolala jejich neochota odvádět daně a spory ohledně vlastnických práv. Poté, co se místním úřadům nepodařilo nepokoje potlačit silou, brémský arcibiskup Gerhard II. sedláky exkomunikoval. Poté, patrně inspirován nedávnou drentskou výpravou (1228–1232), se obrátil na církev a k papeži s žádostí o křížovou výpravu. V církevních kruzích sice dosáhl kladné odpovědi, co se však týče výzev biskupů a propagace kruciáty, vyvolávaly jen vlažné reakce a lhostejnost. Zprvu bylo ochotno přijmout kříž jen několik málo rytířů. Stedingerští mezitím stihli v zimě 1232–1233 obsadit arcibiskupskou pevnost Slutter a začátkem roku vypálit dřevěné kláštery cisterciáckého opatství Hude, které tou dobou bylo ve výstavbě. Také měli údajně zajmout a stít jednoho kolemjdoucího dominikánského mnicha. 

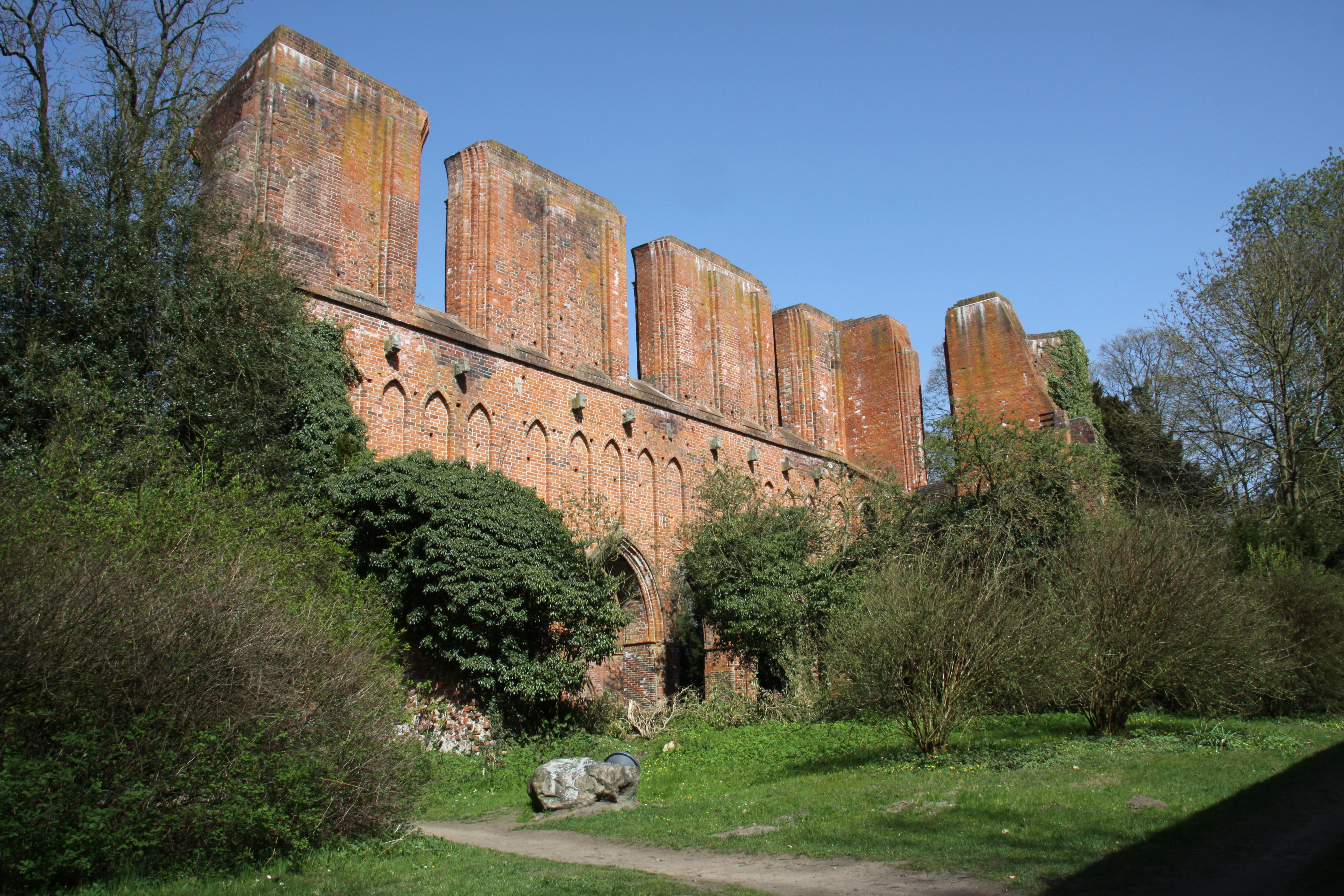
Zřícenina kláštera Hude

Zprávy o ničivých nájezdech sedláků se brzy roznesly široko daleko. V červnu roku 1233 papež zopakoval svou výzvu ke kruciátě, v níž ji vyzdvihl na stejnou úroveň s výpravami do Svaté země, přičemž neopomněl Stedingerské patřičně démonizovat. Ti ještě v červenci dokázali uštědřit křižákům porážku u Hemmelskampu. V bitvě mimo jiné padl příbuzný oldenburského hraběte Burchard z Wildeshausenu. Po opakované papežské výzvě následovala druhá vlna kázání, které se především ujali dominikánští mniši, tyto byly již natolik důrazné, aby přivolaly dostatečně velkou armádu. K výpravě se zavázalo několik říšských vévodů a hrabat, do jejího čela se jako vůdce postavil Jindřich I. Brabantský. Na poslední chvíli se tažení pokusil zabránit Řád německých rytířů u papežského stolce. Řehoř svůj postoj přehodnotil a v reakci na to se obrátil na legáta Viléma z Modeny, aby konflikt mezi arcibiskupem a Stedingerskými se ještě pokusil urovnat, avšak zpráva nedorazila ke křižákům včas, případně ji arcibiskup úmyslně zamlčel.

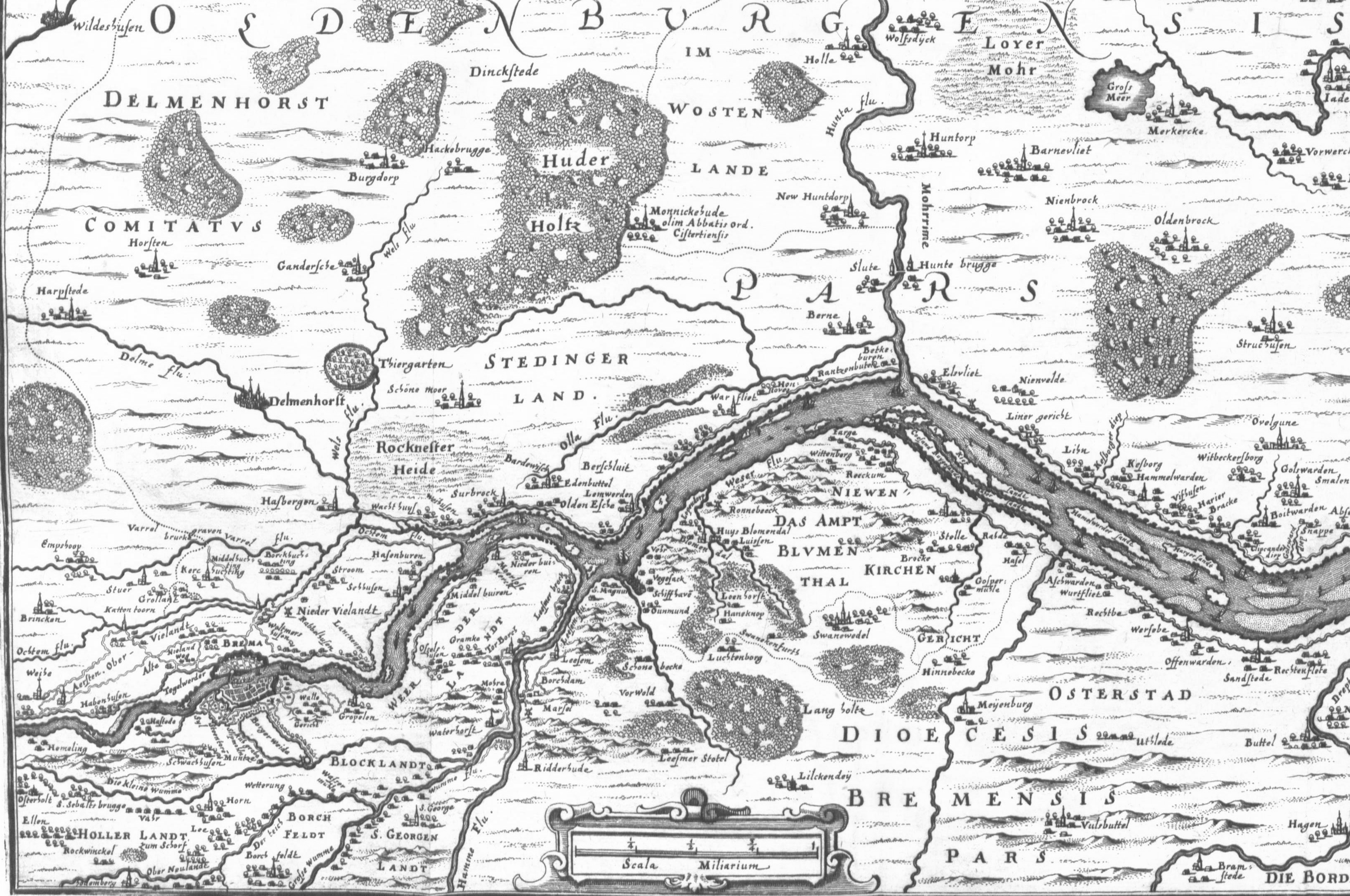
Stedingerská země na mapě z 18. století

Podle Saské světové kroniky (Sächsische Weltchronik) čítalo křižácké vojsko na 40 000 mužů, ale toto číslo se jeví nadsazené, ve skutečnosti křižáků nemohlo být více než 8 000. Stedingerští údajně disponovali počtem 11 000 (Emo z Wittewierumu), ale i toto číslo je přehnané a dle moderních odhadů se reálně pohybovalo okolo 2 000 sedláků. Oproti křižákům trpěli nedostatkem výzbroje i výcviku, téměř postrádající brnění byli vybaveni převážně kopími, případně krátkými meči. Proti lépe vybaveným a početnějším křižákům vzdorovaly selské houfy seskupené do formací z kopí, které pro všechny tyto nedostatky měly jen pramalou šanci. Jejich selská bouře byla definitivně ukončena v bitvě u Alteneschu.
Stedingerská výprava bývá srovnávána s jinými obdobnými kruciátami středověku, které byly rovněž namířeny proti křesťanům v Evropě, jako byla drentská (1228–1232) a bosenská (1235–1241), nejen kvůli podobnému rozsahu, ale z hlediska polemiky o jejich oprávněnosti, tj. zda tito, proti kterým byly vedeny, představovali pro křesťanství a církev vůbec nějakou hrozbu.